# Vinaçan
Vinaçan (fr. Vinassan) és un municipi francès situat al departament de l'Aude i a la regió d'Occitània.

## Geografia

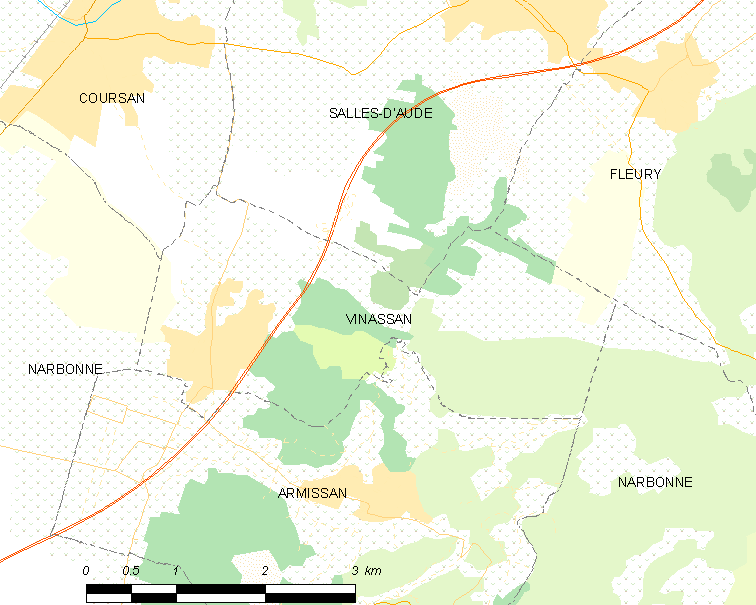
Mapa de la comuna de Vinassan

## Administració i política
| Alcalde         | Període     |
| --------------- | ----------- |
| Gabriel Pech    | 1983 - 1992 |
| Osmin Camarasa  | 1992 - 2008 |
| Didier Aldebert | 2008 -      |

## Demografia

Població 1962-2008

| 1946 | 1954 | 1962 | 1968 | 1975 | 1982 | 1990 | 1999 | 2006 | 2010 |
| ---- | ---- | ---- | ---- | ---- | ---- | ---- | ---- | ---- | ---- |
| 721  | 704  | 692  | 771  | 878  | 980  | 1427 | 2004 | 2184 | 2499 |